# Gela (Bulgarien)
Gela (bulgarisch Гела) ist ein Dorf in der Gemeinde Smoljan, die zur Oblast Smoljan in den Zentral-Rhodopen im Süden von Bulgarien gehört. Es liegt auf einer Höhe von 1500 m am Fuße der Rhodopenberge Großer Perelik, Orpheus und Turlata. Das Dorf hat 98 Einwohner.
Seit 2002 findet hier jährlich ein Dudelsack (Kaba-Gaida)-Wettbewerb statt. Seit 2006 ist der Ort Namensgeber für den Gela Point, eine Landspitze der Livingston-Insel in der Antarktis.